# Estación de Caminha
La Estación Ferroviaria de Caminha, igualmente conocida como Estación de Caminha, es una plataforma ferroviaria de la Línea del Miño, que sirve a la localidad de Caminha, en Portugal.

## Caracterización

### Localización y accesos
La Estación se encuentra en la periferia de la localidad de Caminha, junto a la Avenida Saraiva de Carvalho.

### Descripción física
En 2004, esta Estación tenía la clasificación E de la Red Ferroviaria Nacional; en 2010, poseía dos vías de circulación, ambas con 300 metros de longitud, y dos plataformas, una con 135 metros de extensión y 30 centímetros de altura, y la otra con 159 metros de longitud y 40 centímetros de altura.
El edificio presenta varios paneles de azulejos, producidos por la Fábrica Sant'Anna.

### Servicios
En 2010, la estación era utilizada por servicios Interregionales y Regionales de la Línea del Miño, y el Comboi Internacional Porto-Vigo.